# 880-talet

## Händelser
- 880 – Äldsta kända nämnandet av staden Dortmund.
- 880 – Ett biskopsdöme bildas i Nitra.
- 12 februari 881 – Karl den tjocke kröns till tysk-romersk kejsare.
- 881 – Slaget vid Saucourt-en-Vimeu: Ludvig III av Frankrike besegrar danska vikingar.
- 881 – St. Cäcilien, Cäcilienstraße, grundas som ett college för kvinnor. Det är numera Schnütgen Museum [1].
- 881 – Bakong (Harihara-Laya) grundas.
- 883 – Zanj i Östafrika krossas.
- 883 – Äldsta nämnandet av staden Duisburg.
- 883 – Monte Cassino plundras och bränns av saracenerna.
- 883 – Furstendömet Balaton erövras av kung Svatopluk I av Stormähren.
- 884 – Karl den Enfaldige förenar för sista gången det frankiska riket till en enhet.
- 885 – Vikingar inleder en belägring av Paris, som kommer att vara till året därpå.
- 886 – Den anglosaxiske kungen Alfred den store erövrar London.
- 886 – Vikingarnas belägring av Paris (som har pågått sedan året innan) avslutas.
- 886 – al-Mundhir efterträder Muhammad I som emir av Cordoba.
- 887 – Kejsar Uda tillträder Japans tron.
- 887 – Karl den tjocke avsätts från hela Karolingiska riket.
- 887 – Odo, hertig av Paris tillträder Västfrankiska rikets tron.
- 887 – Berengar av Friuli tillträder Italiens tron.
- 887 – Arnulf av Kärnten tillträder Östfrankiska rikets tron.
- 888 – al-Mundhir efterträds av Abdallah ibn Muhammad som emir av Córdoba.
- 889 – Yasovarman I efterträder Indravarman II som härskare i Khmerriket.
- 889 – Det enade Sillariket försöker med våld driva in skatt från bönderna, som därför inleder kraftiga bondeuppror.
- 889 – Bongwontemplet grundas i nuvarande Korea.
- 889 – Den japanska eran Ninna avslutas och Kanpyō inleds.
- 889 – Kejsar Zhaozong av Tang inleder sin regeringstid.
- 889 – Boris I abdikerar som khan av Bulgarien och efterträds av Vladimir.
- 889 – Prins Svatopluk I av Stormähren ockuperar sorbernas rike.
- 889 – Donald II efterträder Eochaid I som kung av Skottland.
- 889 – Arnulf av Carinthien tilldelar Osnabrück handelsprivilegier.
- 889 – Italienska Forlì blir medeltida kommun för första gången.
- 889 – Bagrat Mampali inleder sin regeringstid i Georgien.

### Okänt år
- Påvedömets förfallsperiod, Saeculum obscurum, inleds.

## Födda
- 881 – Feng Tao, kinesisk konfuciansk präst, den förste att trycka Konfucianska klassikerna år 932.
- 881 – Olga av Kiev.
- 889 – Liu Yan.

## Avlidna
- 881 – Lu Guimeng.
- 20 februari 882 – Ludvig den yngre, frankisk karolingisk kung av östfrankiska riket 876-882.
- 5 augusti 882 – Ludvig III, fransk kung.
- 16 december 882 – Johannes VIII, påve 872-882.
- 6 april 885 – Methodios, grekisk lärd och kristen missionär (född 826).
- 19 februari 887 – Ibn Maja, persisk sammanställare av hadither.
- 18 september 887 – Pietro I Candiano, doge av Venedig (i strid).
- 887 – Jeonggang, kung av Silla (i nuvarande Korea).
- 887 – Kejsar Kōkō av Japan.
- 13 januari 888 – Karl den Tjocke, frankisk karolingisk kung.
- 889 – Ibn Qutaibah, muslimsk författare.
- 889 – Al-Dinawari, kurdisk historiker och matematiker.
- 889 – Sumbat I Mampali, georgisk härskare.
- 889 – Bořivoj I, den förste hertigen av Böhmen i Huset Přemyslid.